# Karel Preis
Karel Preis (20. srpna 1846 Praha-Nové Město – 27. dubna 1916 Smíchov) byl český chemik, profesor obecné anorganické a analytické chemie na Císařské a královské české vysoké škole technické v Praze. Ve funkčním období 1885–1886 byl zvolen jejím rektorem.

## Život
Studoval na Císařské a královské české vysoké škole technické v Praze a Spolkové vysoké technické škole v Curychu. Studia ukončil v roce 1867. Nastoupil jako chemik do hutí v Komárově. Následující rok nastoupil jako asistent Vojtěcha Šafaříka na pražskou techniku. Záhy se stal docentem hutnictví. V roce 1876 byl jmenován mimořádným profesorem a v roce 1882 řádným profesorem. Jeho žákem byl například Emil Votoček. Vychoval celou řadu chemiků a vydal řadu učebnic.
V roce 1891 byl spoluautorem kolektivní výstavy cukrovarnické na Jubilejní zemské výstavě v Praze 1891. Část exponátů této výstavy byla základem Sbírky cukrovarnické (či Cukrovarnického muzea) při pražské technice. Tato sbírka byla nejprve umístěna v bývalém kostele sv. Karla Boromejského , později v nynější budově A Vysoké školy chemicko-technologické v Praze .

## Dílo
V roce 1872 založil Časopis pro průmysl cukerní, orgán Spolku pro povznesení cukrovarnického průmyslu v království Českém (Zeitschrift für Zuckerindustrie, Organ des Vereines zur Hebung der Zuckerfabrikation in Köningreiche Böhmen), který vydával v české a německé verzi do roku 1875, kdy časopis z finančních důvodů zanikl.
Rok po založení časopisu Listy chemické (založen v roce 1876) se stal jeho redaktorem. Tento časopis patnáct let vydával vlastním nákladem.
V roce 1883 založil a vedl Listy cukrovarnické, rovněž založil Výzkumnou stanici cukrovarnickou při ČVUT.

### Spisy
- Kvalitativní analysa anorganická, 1881, 1898
- Analysa odměrná, 1884, 1896
- Analysa vážková, 1885, 1899
- Anorganická chemie, 1902

Dále je autorem řady článků v českém, německém a anglickém chemickém a cukrovarnickém odborném tisku.

## Členství ve spolcích
- V roce 1872 byl jedním ze spoluzakladatelů Spolku českých chemiků
- Od roku 1892 byl čestným členem České společnosti chemické [6]
- V roce 1893 byl zvolen řádným členem Královské české společnosti nauk.

## Ocenění
- 1898 Řád železné koruny  III. třídy
- titul c. k. dvorní rada
- V roce 1908 mu byl udělen čestný titul doktora technických věd (Dr.h.c.) Českého vysokého učení technického v Praze [7].

## Další
Od roku 1997 je Českou společností chemickou udělována Cena Karla Preise za nejlepší článek otištěný v časopisu Chemické listy.